# Willis Seaver Adams
Pour les articles homonymes, voir Adams.
Willis Seaver Adams, né le 19 juillet 1842 à Suffield dans l'état du Connecticut et décédé le 8 janvier 1921 à Greenfield dans l'état du Massachusetts aux États-Unis, est un peintre tonaliste américain, spécialisé dans la peinture de paysage.

## Biographie
Willis Seaver Adams naît à Suffield dans l'état du Connecticut en 1842. Fils d'une famille d'agriculteurs, il grandit près du fleuve Connecticut et développe un intérêt pour l'art. De 1857 à 1862, il fréquente de manière sporadique la Connecticut Literary Institute (en). Alors qu'il travaille comme pharmacien à Springfield, il bénéficie de l'apport financier d'un riche docteur de la région afin d'aller étudier à l'académie royale des beaux-arts d'Anvers en 1868. Mais à la suite du décès de son mécène, il doit rapidement revenir à Springfield et travaille alors dans un cabinet de photographe. 
En 1876, il s'installe à Cleveland dans l'Ohio, ou il rencontre les peintres Sion Wenban et Otto Henry Bacher (en), avec qui il s'associe. Il devient membre du Cleveland Art Club et de la Cleveland Academy of Fine Arts. Sur place, il réalise notamment le portrait du gouverneur et futur président des États-Unis Rutherford B. Hayes et peint des paysages de la région, se focalisant sur la nature et s'écartant des scènes industriels.
En 1878, il part avec Bacher pour étudier à l'académie des beaux-arts de Munich. Grâce à l'intervention de Wenban, ils se forment ensuite auprès du peintre Frank Duveneck et l'accompagne en Allemagne et en Italie. Après un séjour à Florence, ils ouvrent ensuite un studio à Venise, ou ils se lient d'amitié avec le peintre James Abbott McNeill Whistler.
Après trois années en Italie, il rentre aux États-Unis et retourne une nouvelle fois à Springfield ou il installe son studio et travaille comme professeur pour le compte de la Springfield Art Association. Il consacre ces dernières années à la représentation de sa région, en utilisant une palette de couleur réduite et un minimum de détails dans le but de capturer la lumière et de reproduire une atmosphère propre, trahissant dans ces tableaux l'influence de Whistler. En 1906, il s'installe à Greenfield dans l'état du Massachusetts ou il décède en 1921 à l'âge de 78 ans.
Ces œuvres sont notamment visibles ou conservées au Smithsonian American Art Museum de Washington et au Wadsworth Atheneum d'Hartford.

## Œuvres

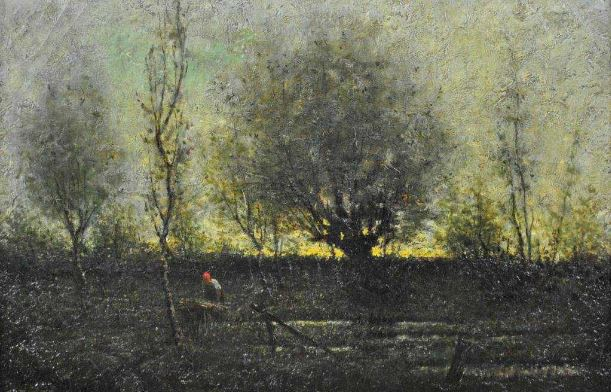
Morning in Bavaria, 1881
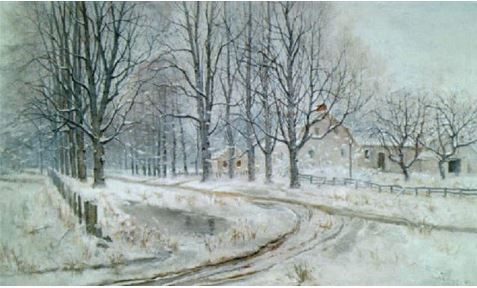
Feather Street, Suffield, Connecticut, 1896
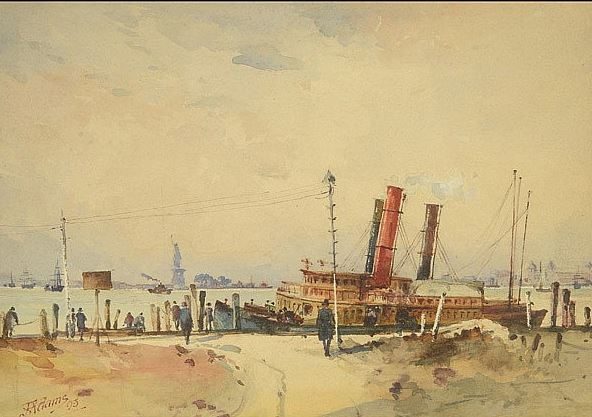
New York City Ferry, 1893
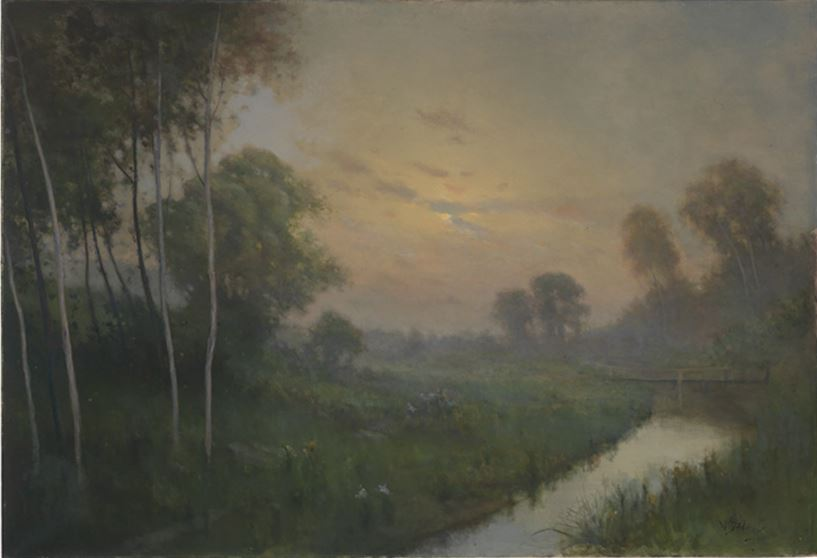
Landscape, 1914
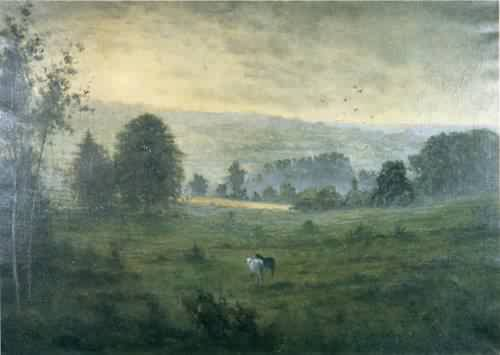
Looking across the River from My Garden in Suffield, sans date